# Ntare V av Burundi
Ntare V av Burundi, född Charles Ndizeye, 2 december 1947 i Gitega, Burundi, död 29 april 1972 i Gitega, var den sista kungen av Burundi juli-november 1966. Fram till sitt tillträde som kung var han känd som kronprins Charles Ndizeye. 

## Biografi
Ntares mor var drottning Baramparaye (1929-2007). Han hade en halvbror, Louis Rwagasore, mördad 1961 under sin tid som premiärministern, och två halvsystrar, prinsessan Rosa Paula Iribagiza (född 1934) och prinsessan Regina Kanyange (död 1987). Ntare var utbildad vid Institut Le Rosey i Schweiz.
Efter det hutuledda kuppförsöket i oktober 1965 drog hans far, Mwambutsa IV, sig tillbaka till Schweiz. I mars 1966 utsåg han sin enda överlevande son till att utöva hans befogenheter på plats. Kronprinsen avsatte sedan formellt sin far och dennes regering i juli 1966. Kung Ntare själv avsattes senare samma år genom en militärkupp ledd av Michel Micombero och gick i exil i Västtyskland och senare i Uganda.
Ntare V återvände till Burundi i mars 1972. Strax därefter började hutuerna ett uppror mot regeringen och etablerade den kortlivade delstaten Martyazo. Ugandas president, Idi Amin, hävdade att han fått en skriftlig garanti från president Micombero att Ntare kunde återvända till Burundi och bo där som privatperson. När han anlände med helikopter dit där han och hans förfäder hade härskat som kungar, sattes han inom några timmar i husarrest i sitt före detta palats i Gitega. Strax efter meddelades i en officiell radiosändning att Ntare försökt inleda en invasion av Burundi med hjälp av legosoldater för att ta tillbaka makten. Några ministrar ville då att han skulle hållas under restriktioner i Gitega, medan andra ville se honom avrättad. Situationen löstes inofficiellt när Ntare mördades någon gång mellan kvällen den 29 april och följande morgon, under omständigheter som fortfarande är oklara.
Huruvida det fanns en konspiration mot Ntare eller om hans död var kopplad till ett samtidigt våldsamt upplopp i Gitega har inte fastställts.  Radio Nationale du Burundi (RNB Broadcasting) meddelade att kungen sköts när han försökte fly från palatset där han hade varit arresterad. Kungens anhängare hävdar att han fördes bort från palatset och avrättades av en exekutionspluton innan han kastades i en massgrav. Samtidigt slogs ett hutuuppror ned av Micomberos styrkor där 80 000 till 210 000 människor dödades i efterföljande krig och folkmord.  

## Utmärkelser

### Nationella ordnar
- Stormästare av den kungliga Orden av Louis Rwagasore. [5]
- Stormästare av den kungliga Orden av Ruzinko.[5]
- Stormästare av den kungliga Orden av Karyenda.[5]
- Stormästare av militära Orden av Karyenda.[5]